# A Friend in London
Az A Friend In London egy dán együttes, akik Dániát képviselték a 2011-es Eurovíziós Dalfesztiválon Düsseldorfban. A csapat tagjai: Tim Schou (vokál/gitár), Sebastian Vinther (gitár/vokál), Aske Damm Bramming (basszus/vokál), és Esben Svane (ütős/vokál). A zenekar 2005-ben alakult egy vostrupi bentlakásos iskolában, és már turnéztak Kanadában is.
A 2011. február 26-án rendezett dán nemzeti döntőt, a Dansk Melodi Grand Prix-t Ők nyerték meg a New Tomorrow című dalukkal, amivel elnyerték a jogot, hogy képviseljék hazájukat a 2011-es Eurovíziós Dalfesztiválon. Düsseldorfban a dalverseny döntőjében ötödikek lettek.

## Fordítás
- Ez a szócikk részben vagy egészben  az   A Friend In London című angol Wikipédia-szócikk fordításán alapul.  Az eredeti cikk szerkesztőit annak laptörténete sorolja fel. Ez a jelzés csupán a megfogalmazás eredetét és a szerzői jogokat jelzi, nem szolgál a cikkben szereplő információk forrásmegjelöléseként.